# Шильмяшево
Шильмяшево — деревня в Грязовецком районе Вологодской области.
Входит в состав Юровского муниципального образования, с точки зрения административно-территориального деления — в Покровский сельсовет.
Расстояние до районного центра Грязовца по автодороге — 13 км, до центра муниципального образования Юрово по прямой — 12 км. Ближайшие населённые пункты — Скородумка, Чернецкое, Шираково.
По переписи 2002 года население — 10 человек.